# Lew Archer
Lew Archer este un personaj fictiv creat de Ross Macdonald. Archer este un detectiv particular care lucrează în Carolina de sud. Inițial autorul l-a creat asemănător (dacă nu chiar o ca o derivație) a detectivului fictiv Philip Marlowe. Principala diferență este că Archer este mult mai sensibil și mai empatic decât durul Marlowe.

## Cărți

### Romane
- The Moving Target (1949)
- The Drowning Pool (1950)
- The Way Some People Die (1951)
- The Ivory Grin (1952; sau Marked for Murder)
- Find a Victim (1954)
- The Barbarous Coast (1956)
- The Doomsters (1958)
- The Galton Case (1959)
- The Wycherly Woman (1961)
- The Zebra-Striped Hearse (1962)
- The Chill (1964)
- The Far Side of the Dollar (1965)
- Black Money (1966)
- The Instant Enemy (1968)
- The Goodbye Look (1969)
- The Underground Man (1971)
- Sleeping Beauty (1973)
- The Blue Hammer (1976)

### Povestiri
- "Find the Woman" (iunie 1946, EQMM)
- "The Bearded Lady" (American Magazine, octombrie  1948)
- "The Imaginary Blonde" (februarie 1953, Manhunt; AKA Gone Girl)
- "The Guilty Ones" (May 1953, Manhunt; AKA The Sinister Habit)
- "The Beat-Up Sister" (octombrie 1953, Manhunt; AKA The Suicide)
- "Guilt-Edged Blonde" (ianuarie 1954, Manhunt)
- "Wild Goose Chase" (Ellery Queen's Mystery Magazine, iulie 1954)
- "Midnight Blue" (octombrie 1960, Ed McBain's Mystery Magazine)
- "The Sleeping Dog" (aprilie 1965, Argosy)

în trei colecții: The Name is Archer, Lew Archer, Private Investigator și Strangers in Town

## Filme și TV
Personajul a fost ecranizat de câteva ori:  
Două filme artistice cu Paul Newman ca "Lew Harper"  
- Harper  (1966, regizat de Jack Smight); pe baza romanului The Moving Target (1949)
- The Drowning Pool  (1975, regizat de Stuart Rosenberg) pe baza romanului omonim
- The Underground Man  (1974, regizat de Paul Wendkos) film de televiziune cu Peter Graves.

Archer, un serial TV din 1975 NBC cu Brian Keith.  A fost anulat după șase episoade:
- "The Turkish Connection", aired 30 January 1975
- "The Arsonist", aired 6 February 1975
- "The Body Beautiful", aired 13 February 1975
- "Shades of Blue", aired 20 February 1975
- "The Vanished Man", aired 6 March 1975
- "Blood Money", aired 13 March 1975

Le Loup de la côte Ouest (2002, Hugo Santiago pe baza povestirii "Guilt-Edged Blonde") cu James Faulkner ca Lew Millar. (Alt titlu: The Wolf of the West Coast)